# Красимир Доков
Красимир Доков е български актьор.

## Биография
Роден е на 21 август 1956 г. в Габрово. През 1982 година завършва ВИТИЗ Кръстьо Сарафов в класа на професор Николай Люцканов. След това започва да работи в Димитровградския и Хасковския театри и в Театрална работилница „Сфумато“. В периода 1995 – 2002 г. живее в чужбина. Започва да играе на сцената на Народния театър „Иван Вазов“ през 2003 г.

## Награди
- Най-добра мъжка роля на Националния преглед на българската драма и театър, Бургас 1989 г.
- Златна роза за мъжка роля за филмите „Разследване“ и „Обърната елха“

## Филмография
- Записки по едно предателство (2023) - Нейо
- Страх (2020) - Гошо
- Имало една война (2019) - Свакото
- Възвишение (2017)
- Откраднат живот (2016) – Янко Василев
- Прокурорът, защитникът, бащата и неговият син (2015) – Милорад Крстич
- Под прикритие (2011 – 2013) – Славов, шеф на Попов
- Миграцията на паламуда (2011) – Бешо
- Английският съсед (2011) – Ванчо – селският пияница
- Аве (2011) – Чичото на Виктор
- Зад кадър (2010)
- Прима примавера – („Prima Primavera“) – Унгария, България, Великобритания, Нидерландия – Добош
- Прогноза (2009) – Губернатор
- Раци (2009) – Чичото
- Светото семейство (2009) – Пенко
- Козелът (2009) – Анани
- Exodus (2007)
- Нощ и ден (2006)
- Обърната елха (2006)
- Разследване (2006) – Пламен
- Патриархат (7-сер. тв, 2005) – разсилен
- Поколение: Изгубени и намерени (Ритуалът)
- Смисълът на живота (2004)
- Изпепеляване (2004) - Бушмена
- Под едно небе (2003) – Трафикантът
- Пътуване към Австралия (2003)
- Писмо до Америка (2001) – Тираджията
- Двама мъже извън града (1998) – старшията
- Летало (1981) – Хусьо